# 일본 기상청
일본 기상청(일본어: 気象庁 기쇼초[*], 영어: Japan Meteorological Agency, 약칭: JMA)은 일본의 행정기관이다. 대한민국 기상청과 거의 동격이 되는 수준을 가지고 있는 행정 기관으로 취급한다. 또한 북서태평양에서 발생하는 태풍들의 이름을 명명하는 권한도 가지고 있다.

## 설치 근거 및 소관 업무

### 설치 근거
- 국토교통성설치법 제41조

### 소관 업무
- 기상업무의 건전한 발달

## 연혁
- 1875년(메이지 8년) 6월 1일: 내무성 지리숙 양지과에 도쿄기상대를 설치.
- 1887년(메이지 20년) 1월 1일: 도쿄기상대를 중앙기상대로 개편.
- 1956년(쇼와 31년) 7월 1일: 운수성의 외국으로 기상청을 설치.

## 조직

### 간부
- 장관 1인
- 차장 1인

### 내부부국

#### 총무부
- 총무과
- 인사과
- 기획과
- 정보이용추진과

#### 예보부
- 업무과
- 예보과
- 수치예보과
- 정보통신과

#### 관측부
- 계획과
- 관측과
- 기상위성과

#### 지진화산부
- 관리과
- 지진해일감시과
- 지진예지정보과
- 화산과

#### 지구환경·해양부
- 지구환경업무과
- 기후정보과
- 해양기상과

### 시설등기관
- 기상연구소
- 기상위성센터
- 고층기상대
- 지자기관측소
- 기상대학교

### 지방지분부국

#### 관구기상대
- 삿포로관구기상대
- 센다이관구기상대
- 도쿄관구기상대
- 오사카관구기상대
- 후쿠오카관구기상대

## 같이 보기
- 기상청 장관
- 기상청 차장
- 대한민국 기상청